# Errico De Marinis
Errico de Marinis (Cava de' Tirreni, 12 ottobre 1863 – Napoli, 5 maggio 1919) è stato un politico e avvocato italiano.

## Biografia
Massone, il 28 settembre 1888 fu affiliato Maestro nella Loggia "Pensiero ed Azione" di Napoli, mentre l'anno seguente ne fu eletto Maestro Venerabile, confermato nel 1889. Eletto per la prima volta alla Camera del Regno d'Italia nel 1895 nel collegio di Salerno, venne confermato in quel seggio fino al 1915, collocandosi nello schieramento della sinistra socialista. Nominato nel 1910 segretario della Camera dei deputati, fu Ministro della pubblica istruzione nel 1905 sotto il Governo Fortis II.
Durante il suo soggiorno romano si affiliò alla Loggia "Domenico Romagnosi", di cui divenne in seguito Maestro Venerabile. Votò a favore della mozione Bissolati per il divieto dell'insegnamento religioso nella scuola primaria e fu tra i promotori della scissione che nel 1908 portò alla creazione della Serenissima Gran Loggia d'Italia.
Fratello del senatore Alberto De Marinis, fu anche docente universitario di filosofia del diritto, e titolare della prima cattedra di sociologia istituita in Italia nel 1898, presso l'Università di Napoli. Collaborò ad alcune testate giornalistiche e riviste, tra cui il Roma di Napoli, la Gazzetta del popolo di Torino e il Resto del Carlino di Bologna, Critica sociale.

## Opere
- Lo stato: secondo la mente di San Tommaso Dante e Machiavelli con una introduzione su Machiavelli, l'Italia e la grande guerra presente, Napoli, 1917[3]
- Saggio critico sulla causa criminosa, Napoli, 1885
- L'attuale momento del paese e la delineazione del partito nuovo, UTET Torino, 1901
- Sistema di sociologia: naturale concezione del mondo sociale, UTET Torino, 1901